# Emilio Villa

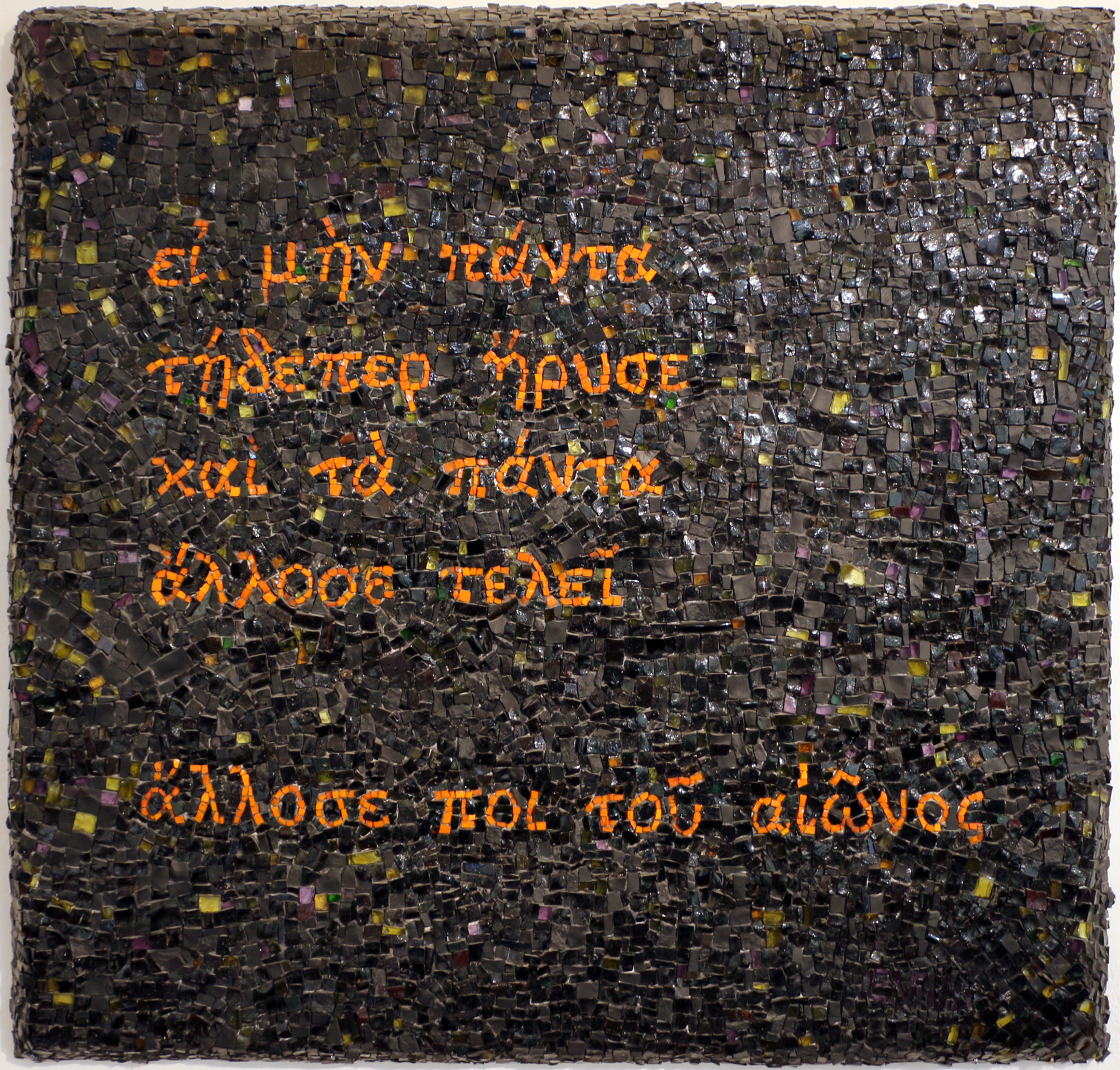
Tutto è cominciato qui ma finisce altrove..., Istituto d'Arte per il Mosaico di Ravenna su disegno di Emilio Villa, 1986, Collezione Mosaici Moderni, Ravenna

Emilio Villa (Affori, 21 settembre 1914 – Rieti, 14 gennaio 2003) è stato un artista, poeta e biblista italiano, ritenuto il precursore della neoavanguardia, del Gruppo 63 e dei Novissimi. È importante ricordare il suo impegno per far emergere personalità come Alberto Burri, Mirko Basaldella, Gastone Novelli e, più recentemente, Claudio Parmiggiani, Mimmo Paladino e Gino De Dominicis.

## Biografia
Emilio Villa è stato artista, poeta, biblista, intellettuale, fondatore di riviste e iniziative culturali, promotore di talenti artistici nonché fermo sostenitore di valori dell'avanguardia.
Seminarista milanese, nei primi anni di carriera scrive per numerose riviste italiane. 
Si trasferisce nel 1952 a San Paolo (Brasile), dove rimarrà fino al novembre dello stesso anno.
Lì, partecipa alle attività del Museu de Arte de São Paulo (MASP), di cui era direttore il giornalista, gallerista e commerciante d'arte italiano Pietro Maria Bardi. Pubblica anche alcuni articoli sulla rivista "Habitat", collabora alla realizzazione di un programma tv sull'arte insieme al critico e storico dell'arte Flávio Motta, col il quale stringe un'amicizia fraterna, e conosce i testi di Caillois inerenti alla scrittura naturale e primigenia.
Grazie ai Noigandres apprende la poesia concreta e tematiche in pittura ancora sconosciute all'ambiente italiano.
Tornato a Roma, si dedica allo studio di filologia semitica e paleogreca; saranno strumenti indispensabili alla sua creatività letteraria.
Negli anni cinquanta sperimenta una scrittura matrice del plurilinguismo, dove si compenetrano il francese, l'inglese, lo spagnolo, il provenzale, il portoghese, il latino e il greco, il dialetto milanese.
Allergico alla lingua Ytalyana (ritenuta di schiavitù), cerca di far interagire le lingue morte con quelle vive strutturate con una profonda conoscenza etimologica.
Lavora anche con grandi artisti internazionali come Mark Rothko, Marcel Duchamp, Matta, e con altri italiani come Mario Schifano, Patrizia Vicinelli, Giulio Turcato e Francesco Lo Savio.
Pubblica su Il Meridiano e su Letteratura, Il Frontespizio. Collabora con Malebolge, Tam Tam, Baobab, Ana Eccetera, Documento-Sud, Linea-Sud, Continuum (v. la scheda biografica compilata il 27-11-2013 da Aldo Tagliaferri (biografo pubblicato di E.V.) in "discussione").
La più grande raccolta di materiale di Emilio Villa, curata da Aldo Tagliaferri, si trova nell'archivio del Museo della Carale Accattino di Ivrea.
Dal 6 agosto al 19 settembre 2021 a Roma, Parco Archeologico dell'Appia Antica, Complesso di Capo di Bove, si è svolta la mostra Un Atlante di arte nuova. Emilio Villa e l'Appia Antica che ripercorre la storia, poco nota ma davvero affascinante, della rivoluzionaria galleria d’arte che tra la fine degli anni '50 e l'inizio degli anni '60 aveva sede sull’Appia Antica. Con la galleria d’arte nasceva anche una nuova, sperimentale rivista d’arte contemporanea, edita da Liana Sisti e Mario Ricci, diretta da Emilio Villa (1914-2003) e intitolata “Appia Antica. Atlante di arte nuova”.
Non deve essere confuso con uno dei firmatari del manifesto razzistico fascista: si tratta di omonimia con il prof. Emilio Villa, collaboratore de "La difesa della razza" di Telesio Interlandi. L'intellettuale milanese non ebbe mai a che fare con la politica, come testimoniano il suo più noto studioso, Aldo Tagliaferri, che lo conobbe e frequentò personalmente per anni, ed Elena La Spina, in un intervento sul catalogo della Mostra di Reggio Emilia del 2008.

## Dichiarazione di poetica
(E. Villa, Oramai, 1947)
Emilio Villa ha promosso i suoi testi per vie semiclandestine (perseguendo direttive avanguardistiche, contro l'editoria d'accatto, per un'editoria totalmente svincolata dai giochi di potere) attuando -senza compromessi- una consapevole dispersione dei suoi testi.

La sua scrittura procedeva instancabile contro l'attualità meccanicistica della letteratura da supermercato e della faciloneria di un certo tipo di sperimentalismo.
Particolare è l'utilizzo che Villa fa della parola, non più come rimando al suo significato, ma come crogiolo di associazioni e dissociazioni ispirate dalle Parole in Libertà dei Futuristi.
Il poeta infatti interviene nell'abisso delle sedimentazioni linguistiche liberando la parola dalla sua prigione e da un sistema gerarchico corrispondente alla struttura della società egemone e del suo pensiero, in cui il linguaggio genericamente si sviluppa e si usura.

## Opere
- Adolescenza, La Vigna Editrice, Bologna, 1934
- Oramai, Istituto Grafico Tiberino, Roma, 1947
- E ma dopo, con disegni di Mirko, Argo, Roma, 1950
- Pour amuser Voltaire, pour épater Staline, Argo, Roma, 1950
- Cinque invenzioni di Nuvolo e un poema di E. Villa, La Palma, Roma, 1954
- Sei invenzioni, con disegni di Nuvolo, La Palma, Roma, 1954
- 17 variazioni su temi proposti per una pura ideologia fonetica, Origine, Roma, 1955
- Villadrome, Origine, Roma, 1964
- Ash overritual, Origine, Roma, 1964
- Iside enfante Kongo, Origine, Roma, 1964
- Brunt H opitions. 17 eschatological madrigals captured by a sweetromatic cybernetogamic vampire, by Villadrome, Foglio Editrice D'Arte, Macerata-Roma, 1968
- Traitée de pédérasthie céleste, Colonnese, Napoli, 1969
- Le monde Frotté Foute, con 6 tavole di Claudio Parmiggiani, Scheiwiller, Milano, 1970
- Beam H, La Nuova Foglio, Pollenza, 1971
- Phrenodiae quinque de coitu mirabili, con 5 testi di Corrado Costa, La Nuova Foglio, Pollenza, 1971
- La râge oblique / La râge oublie (journal), Visual Art Center, Napoli, 1973
- 9 méditations courtes, Editrice Magma, Roma, 1974
- 9 lithographies de Giulio Turcato et 9 méditationes courtes par Emilio Villa, Bulla, Roma, 1974
- L'homme qui descend quelque: roman metamytique, con 6 tavole xilografiche di Claudio Parmiggiani, Editrice Magma, 1974
- Dannunziana, Visual Art Center, 1974
- Hisse toi re / d'amour / da mou rire (romansexe), Geiger, Torino, 1975
- Exercitation de tire en iolcibles, con illustrazioni di Nuvolo, Roma, 1975
- La dernière mort sentimentale, Visual Art Center, 1975
- Le mûra di t; éb; é, Galleria Multimedia, Brescia, 1981
- Bova e Mafonso. Sirène et Jobard, Cofin Arte, 1983
- Baptêmes, edizioni Morra, Napoli, 1997
- Opere poetiche I, a cura di Aldo Tagliaferri, Coliseum, Milano, 1989
- Pro (desuper) (intra) C.P., con un'opera di Claudio Parmiggiani e un testo di Mario Diacono, Ed. Maramotti, 1994
- 12 Sibyllae, Michele Lombardelli Ed., Castelvetro Piacentino, 1995
- CBille Cbelle, Castelvetro Piacentino, 1995,
- Dal Piero al Gian Ruggero, i nuovi Manzoni in arte, Ed. Prometeo, Milano, 1995
- Ridente sillaba, con 2 opere grafiche di Agostino Bonalumi, Proposte d'Arte Colophon, Belluno, 1995
- Letania per Carmelo Bene, Scheiwiller, 1996
- Trous, con 5 tavole di Enrico Castellani, Proposte d'Arte Colophon, 1996
- Sì, ma lentamente, Ed. Morra, Napoli, 1997
- Omaggio a Emilio Villa, a cura di Giacinto Spagnoletti, Fondazione Piazzolla, Roma, 1998
- L'opera poetica, a cura di Cecilia Bello Minciacchi, postfazione di Aldo Tagliaferri, L'orma editore, Roma 2014, ISBN 978-88-980-3844-2
- Emilio Villa | la scrittura della Sibilla, a cura di Daniele Poletti, contributi critici di Aldo Tagliaferri, Cecilia Bello Minciacchi, Carlo Alberto Sitta, Gian Paolo Renello, Cinquemarzo, collana Diaforia, Viareggio, 2017
- Rovesciare lo sguardo. I tarocchi di Emilio Villa, a cura di Bianca Battilocchi, prefazione di Aldo Tagliaferri, Argolibri, collana Talee, Ancona, 2020
- Crepita la carta. Libri e vertigini di Emilio Villa, a cura di Giorgiomaria Cornelio e Andrea Balietti, ideazione di Lucamatteo Rossi, Argolibri, collana Fuori catalogo, Ancona, 2021
- Presentimenti del mondo senza tempo. Scritti su Emilio Villa, a cura di Gian Paolo Renello, Argolibri, collana Fuori catalogo, Ancona, 2022

Fra gli scritti critici, vanno segnalati:
- Nuvolo, pieghevole di presentazione della mostra, Galleria La Tartaruga, Roma, 1958
- Attributi dell'arte odierna 1947-1967, Feltrinelli, Milano, 1970
- Enrico De Tomi edizioni La Gradiva Roma 1986
- Scritti per Alberto Burri, Le Lettere, Firenze, 1996
- L'antologia Lettere d'amore degli scrittori italiani, Bompiani, Milano, 1940